# دغبج (الطائف)
دغبج مركز سعودي، تابع لمحافظة الطائف في منطقة مكة المكرمة. تقع شمال شرق الطائف بمسافة تقارب (180) كم.

## نبذة عن المركز
يوجد بمركز دغبج مدارس إبتدائية ومتوسطة بنين وبنات ومدرسة دغبج الليلية وجمعية الخدمات الإنسانية بدغبج.

## موقع المركز
يقع مركز دغبج شمال شرق محافظة الطائف وشمال غرب محافظة المويه وجنوب محافظة مهد الذهب ويقع على الطريق الذي يربط محافظة الطائف بمنطقة المدينة المنورة والطريق الذي يربط محافظة الطائف بمحافظة مهد الذهب